# Misato Tanaka
Misato Tanaka (田中 美里 Tanaka Misato?) es una actriz japonesa nacida en la Prefectura de Ishikawa.

## Biografía
Tanaka comenzó a aparecer en el escenario cuando era niña. Ella ganó un premio en el concurso de Cenicienta de Tōhō en 1996 y obtuvo el papel protagonista en el Asadora de NHK, Aguri en 1997, que impulsó significativamente su carrera. Más tarde interpretaría a Kiriko Tsujimori en Godzilla tai Megaguirus: G Shōmetsu Sakusen (2000), y tendría un cameo en Godzilla x Mechagodzilla (2002) como La Enfermera Tsujimori. 

## Filmografía

### Películas
- Kuroi ie (1999)
- Godzilla tai Megaguirus: G Shōmetsu Sakusen (2000) - Kirko Tsujimori
- Misuzu (2001) - Misuzu
- Godzilla x Mechagodzilla (2002) - Enfermera Tsujimori
- Crying Out Love, In the Center of the World (2004) - Madre de Ritsuko
- Tantei Jimusho 5: 5 Number de Yobareru Tanteitachi no Monogatari (2005)
- Noto no Hanayome (2008)
- Gunjo (2009)
- Karuteto! (2012)
- Kōbe zaijū (2015)
- Sadako vs. Kayako (2016) - Fumiko Takagi
- Ashita ni Kakeru Hashi (2018)
- Ninomiya Kinjirō (2018) - Nami

### Televisión

#### Series de drama
- Aguri (NHK / 1997)
- Best Partner (TBS / 1997)
- With Love (Fuji TV / 1998)
- Ichigen no Koto (NHK / 2000)
- Toshiie a Matsu (NHK / 2002) - Oichi
- Mayonaka no Ame (TBS / 2002)
- Korogashi Ogin (NHK / 2003)
- hin Kasouken no Onna (TV Asahi / 2005) - ep.2 (2007)
- Romeo to Juliet (2007)
- Sono otoko, fuku shocho (2008)
- FACE-MAKER (NTV-YTV / 2010) - ep.12,13
- Meitantei Conan: Kudo Shinichi e no Chousenjou (NTV-YTV / 2011) - Chisato Nagata (ep.5)
- Kaitakushatachi (NHK / 2012) - Junko Yoshizaki
- Mierino Kashiwagi (TV Tokio / 2013) - Tanaka (ep.6–7)
- Shima no Sensei (NHK / 2013)
- Doraemon Haha ni Naru: Ōyama Nobuyo Monogatari (NHK / 2015) - Michiko Nomura

#### Películas de televisión
- Good Job (NHK / 2007)
- Gate of Flesh | Nikutai no Mon (TV Asahi / 2008)
- Dr. Hisayoshi Suma | Gekai Suma Hisayoshi (TV Asahi / 2010) – Yoko Miyamoto
- Kikyō (Jidaigeki Senmon Channel / TBA)